# Soundwave
Soundwave is een personage dat voorkomt in de verschillende verhaallijnen van de Transformers-franchise. Zijn bekendste transformatie is die van een microcassetterecorder. Zijn groepering is die van de Decepticons. Soundwave is de rechterhand van de leider genaamd Megatron.
Zijn eerste voorkomen is in aflevering 1 van de Transformers genaamd "More than meets the eye part1".